# Pornographie soft

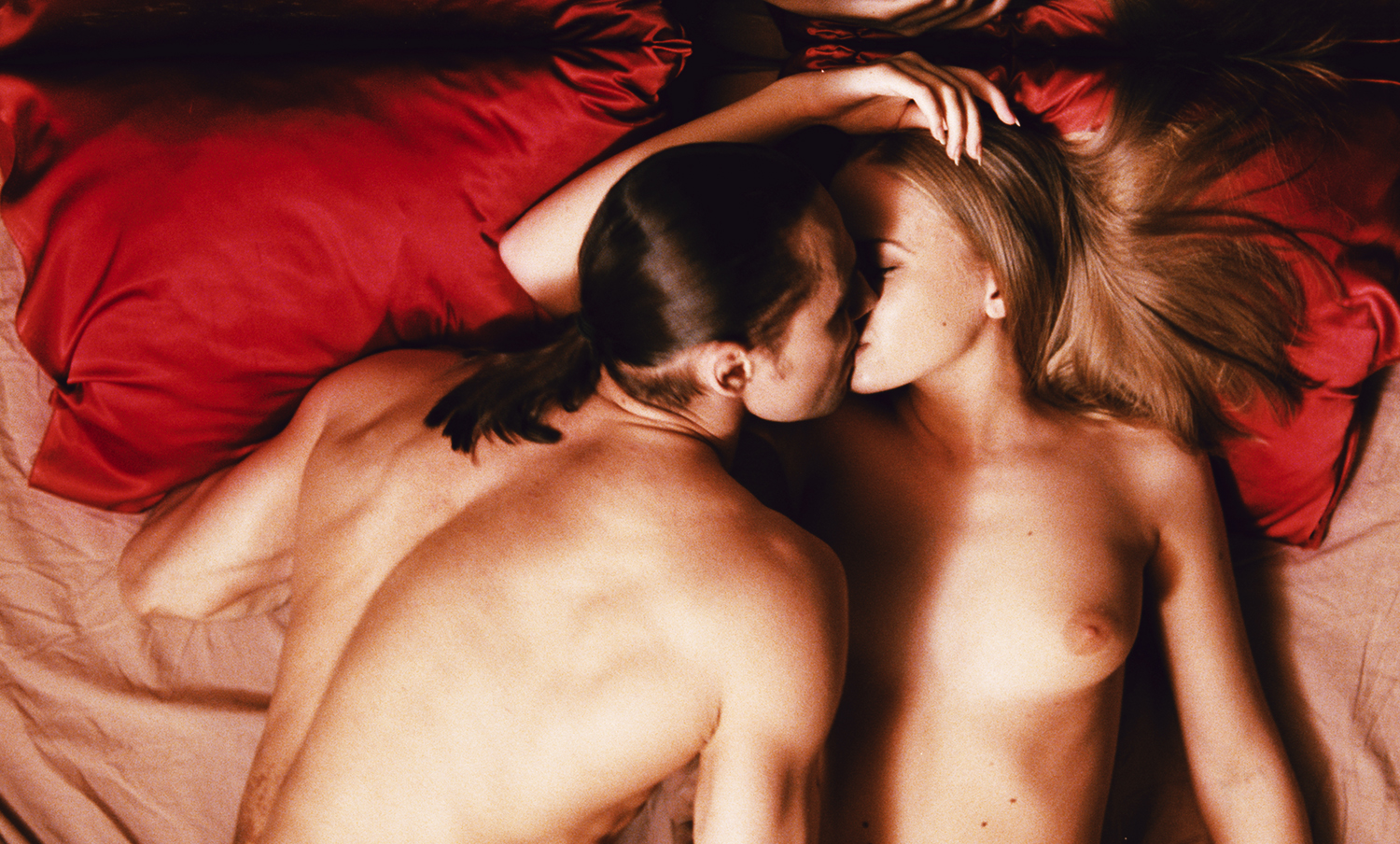
Exemple de photographie pornographique soft (photographie de charme).

La pornographie soft (ou softcore), parfois traduit en français par pornographie douce (en anglais : softcore pornography or softcore porn), est une forme de pornographie ou d'érotisme moins explicite que la pornographie hard. 
Le « porno soft » met en scène des acteurs nus ou à moitié nus engagés dans des représentations toujours simulées de relation sexuelle ou de masturbation, sans montrer de façon explicite des pénétrations vaginales ou anales, des cunnilingus, fellations et éjaculation. Des représentations de nudité complète sont admissibles dans un contexte softcore et beaucoup plus répandues dans les films et la télévision. Les films érotiques comme Emmanuelle comptent parmi les exemples les plus connus de pornographie soft. 
Les images du pénis en érection sont généralement exclues du registre « soft », bien que ce point ait été remis en question.